# Belgisch-Chinese betrekkingen
De Belgisch-Chinese betrekkingen zijn de historische en internationale betrekkingen tussen België en China. 

## Geschiedenis
De Vlaamse minderbroeder Willem van Rubroeck kwam in 1253-1255 in het Chinese noorden op zijn reis naar het Mongoolse rijk. In de 17e eeuw leidde Ferdinand Verbiest de Missie van de jezuïeten in China. Ook zijn opvolger Antoine Thomas was een belangrijk adviseur van keizer Kangxi. Directe maritieme handel kwam er begin 18e eeuw. Chinese thee, porselein en zijde stuwden de Oostendse Compagnie omhoog, maar door Europese machtspolitiek was dit van korte duur.
Als een van de vroegst industrialiserende landen zocht het prille België ook in het Verre Oosten afzetmarkten, nadat de zegevierende Britten China hadden opengebroken door het Verdrag van Nanking (1842). Onder impuls van Sylvain Van de Weyer streefde België naar een zelfstandige toegang voor zijn producten, zonder nood aan Europese tussenpersonen. Op 25 juli 1845 kwam het tot een eerste Belgisch-Chinees akkoord, zij het nog mondeling en niet volwaardig. De nieuwe consul-generaal Louis Bols, benoemd in 1861, moest daar verandering in brengen, maar het verdrag dat hij onderhandelde werd als onvoldoende voordelig beschouwd. Na een bezoek aan China van prins Leopold, die op expansionistische plannen broedde, negocieerde Auguste 't Kint de Roodenbeek in 1865 een onverwacht gunstig verdrag, dat het volgende jaar leidde tot de installatie van E. Morel  als consul in Shanghai.
In deze periode werden vanuit België ook inspanningen gedaan om het katholicisme te verspreiden in China. De Congregatie van het Onbevlekt Hart van Maria (CICM) werd opgericht in 1862 en kreeg van het Vaticaan de opdracht het noorden van China te evangeliseren. Deze scheutisten zouden er actief zijn van 1865 tot 1955. Het hoofd van de eerste delegatie, pater Théophile Verbist, nam Paul Splingaerd mee, die zich de Chinese cultuur zodanig eigen zou maken dat hij mandarijn werd. De pater-architect Alphonse De Moerloose bouwde begin 20e eeuw verschillende neogotische kerken en seminaries, waarvan er enkele zijn bewaard. Tegenover zijn eurocentrische benadering stond die van de lazarist Vincent Lebbe, die respect voor de Chinese waarden en cultuur vooropstelde.
In omgekeerde richting stuurde China verschillende economische en diplomatieke missies naar Europa, die vanaf 1866 ook België aandeden. Op de eerste permanente vertegenwoordiger uit China was het wachten tot Xu Jingchen op 16 december 1885 zijn geloofsbrieven overhandigde aan koning Leopold II. Hij was gestationeerd in Berlijn. De Belgische activiteit in China bleef al bij al bescheiden, tot het Chinese verlies in de oorlog met Japan in 1895 nieuwe mogelijkheden schiep. Emmanuel de Wouters d'Oplinter werd in 1896 adviseur van de Zongli Yamen, het officieuze Chinese ministerie van Buitenlandse Zaken. De Société d'Étude de Chemins de fer en Chine haalde de concessie binnen voor de bouw van de spoorweg tussen Peking en Hankou. Achter dit Frans-Belgische bedrijf zaten onder meer de Generale Maatschappij van België, de Banque de Paris et des Pays-Bas en Cockerill. In 1898 reisde hoofdingenieur Jean Jadot af naar China om de aanleg van de 1200 kilometer lange spoorlijn te leiden. Ze zou in november 1905 worden voltooid. Ook de Groep Empain werd zeer actief in deze sector via de Compagnie générale de chemins de fer et de tramways en Chine, die vanaf 1900 uit de grond werd gestampt door de spoorwegingenieur Armand Rouffart.
In dat jaar viseerde de Bokseropstand de westerse mogendheden die China domineerden. Hoewel de Belgische neutraliteit en militaire beperkingen troeven waren geweest om zaken te doen, ontsnapte het land niet aan het ongenoegen onder de bevolking. Overigens was kolonel Gustave Fivé op dat moment bezig met een koloniale exploratieopdracht in Gansu voor rekening van de Onafhankelijke Congostaat, zijnde Leopold II, met als doel concessies binnen te halen. Hij moest zijn missie afbreken, en de kersverse Belgische gezant, Maurice Joostens, kreeg te maken met de belegering van de legatiewijk van Beijing door rebellen die werden gesteund door de troepen van keizerin-weduwe Cixi. Na 55 dagen werden ze ontzet door een internationale coalitie. Joostens ondertekende mee het Bokserprotocol, dat de Chinese autonomie verder onderuithaalde. In de nasleep hiervan verwierf België een 44 hectare grote concessie in Tianjin. Ze kwam nooit tot volle bloei, en werd in 1931 weer afgestaan. Niettemin waren Belgische ondernemers belangrijk voor de ontwikkeling van Tianjin. Door een contract uit 1904 legde de Compagnie de Tramways et d'Eclairage de Tientsin in exclusiviteit tramlijnen en een stedelijk elektriciteitsnetwerk aan. De centrale figuur hierin was de Gentenaar François Nuyens. 
De communisten wonnen Chinese Burgeroorlog en installeerden een totalitair regime, wat het land in een internationaal isolement bracht. Vanuit Hongkong was Simon Leys in de jaren '60 een belangrijk waarnemer, al werd zijn kritiek vaak weggewuifd. In lijn met de Amerikaanse politiek knoopten de Volksrepubliek China en België op 25 oktober 1971 weer diplomatieke betrekkingen aan. De eerste ambassadeur was Jacques Groothaert (1972-1975). China opende in 1990 een Confuciusinstituut in Brussel en in 2010 een vestiging van de Bank of China. Het land stond in 2009 in de schijnwerpers door Europalia. Het volgende jaar had België een paviljoen op Expo 2010 in Shanghai. De groeiende economische banden lieten weinig ruimte voor kritiek op mensenrechtenschendingen. Niettemin was de Belgische VN-ambassadeur onder de 22 ondertekenaars van een brief die de Oeigoerse genocide aan de kaak stelde, zonder dat woord te gebruiken. Ook protesteerde België in 2020 tegen de uitholling van de democratie in Hongkong. Senaatsvoorzitter Jacques Brotchi werd gestraft met een levenslang inreisverbod wegens een bezoek aan Taiwan in mei 2019. Ecolo-kamerlid Samuel Cogolati kwam in maart 2021 op de Chinese sanctielijst voor het indienen van een resolutie die waarschuwde voor een ernstig risico van genocide op de Oeigoeren. Het belette niet dat de resolutie enkele maanden later werd aangenomen.

## Handelsbetrekkingen
China en België zijn belangrijke handelspartners. De invoer uit China is structureel groter dan de export naar China, waardoor er dus sprake is van een handelstekort. In 2021 was China de vijfde grootste leverancier en de negende grootste klant van België. De cijfers over de periode 2017-2021 waren als volgt:
| (miljard euro) | 2017 | 2018 | 2019 | 2020 | 2021  |
| -------------- | ---- | ---- | ---- | ---- | ----- |
| Uitvoer        | 8,1  | 6,9  | 7,1  | 8,5  | 8,0   |
| Invoer         | 15,2 | 15,3 | 16,9 | 18,2 | 24,8  |
| Handelsbalans  | -7,1 | -8,4 | -9,8 | -9,7 | -16,8 |

## Hoge bezoeken
- 1865: prins Leopold naar Hongkong en Kanton (maart)
- 1866: economische missie van Bin Chun 斌椿, met Zhang Deyi 张德彝 (ontvangen door premier Walthère Frère-Orban op 29 juli)
- 1870: politieke missie van minister Pu An 蒲安, met Zhi Gang 志刚 en Sun Jiagu 孙家谷 (ontvangen door minister van Buitenlandse Zaken Jules Vander Stichelen en vice-minister Auguste Lambermont op 29 april)
- 1883: bezoek van Tang Jingxing 唐景星, directeur van de China Merchant Steam Navigation Company
- 1886: bezoek van Zeng Jize 曾紀澤
- 1896: Li Hongzhang ontvangen door Leopold II
- 1906: veertigkoppige missie van Duan Fang 端方 en Zai Ze 载泽 om de Belgische instellingen en economie te bestuderen
- 1981: Koning Boudewijn naar China (25 mei tot 5 juni)
- 1991: Zhu Rongji (april)
- 1992: bezoek van vice-premier Qian Qichen (maart)
- 1993: bezoek van kroonprins Albert (mei)
- 1996: bezoek van kroonprins Filip (november)
- 1998: bezoek van eerste minister Jean-Luc Dehaene (november)
- 2000: bezoek van kroonprins Filip (mei)
- 2002: bezoek van eerste minister Guy Verhofstadt (maart)
- 2005: Koning Albert II naar China (4 tot 12 juni)
- 2009: bezoek van vice-premier Xi Jinping (oktober)
- 2014: President Xi Jinping naar België (30 maart tot 1 april)
- 2015: Koning Filip naar China (20 tot 28 juni)
- 2019: handelsmissie onder leiding van prinses Astrid (november)

## Voetnoten
1. ↑  Jan Vandersmissen, Koningen van de wereld. Leopold II en de aardrijkskundige beweging, 2009, p. 376-377
2. ↑  Charlotte Rottiers en Bram De Maeyer, "Diplomacy Under Siege: Belgium’s Diplomatic Patrimony as Political Target during the Boxer Rebellion (1900) and the Lumumba Assassination (1961)" in:  Architecture, Media, Populism… and Violence. Reification and Representation, vol. II, ed. Graham Cairns, 2022, p. 161-182. DOI:10.4324/9781003272076-12
3. ↑  Agentschap voor Buitenlandse Handel, Bilaterale fiche China, 2022